# Zeche Sommerberg
Die Zeche Sommerberg ist ein ehemaliges Steinkohlenbergwerk in Schüren. Das Bergwerk war auch unter dem Namen Zeche Sommerberg am Schierberge bekannt und wurde auch Zeche Weißenstein genannt.

## Bergwerksgeschichte
Das Bergwerk war bereits ab dem Jahr 1732 in Betrieb. Im Jahr 1734 waren ein Stollen und ein Schacht vorhanden. Am 12. Dezember des Jahres 1735 bat Herr Zahn zu Brockhausen um Ausstellung des Mutscheines. Noch im selben Jahr wurde das Bergwerk von der aus Unna stammenden Familie Zahn erworben. Neuer Besitzer des Bergwerks war nun der Justizrat Georg Hermann Zahn. Im Jahr 1737 wurde das Bergwerk außer Betrieb genommen. Anschließend fiel die Sommerberger Kohlbank ins Bergfreie. Am 31. Oktober des Jahres 1738 wurde ein Schurfschein zum erneuten Aufschluss der Sommerberger Kohlbank ausgestellt. Am 25. November des Jahres 1740 wurde ein kleines Längenfeld verliehen. Belehnt wurde Herr Zahn junior zu Brockhausen. Die ihm verliehene Kohlenbank befand sich zwischen dem Dorf Schüren und der Freyheit Hörde. In der Vierung dieses Längenfeldes befanden sich die beiden Flöze Sommerberg und Weißenstein. Anschließend ging das Bergwerk in Betrieb. Allerdings geriet das Bergwerk mit der Zehntzahlung in Rückstand. Aus diesem Grund drohte die Kriegs- und Domänenkammer aus Kleve dem Bergwerk am 13. April des Jahres 1743 mit Zwangsmaßnahmen. Im Jahr 1746 wurden auf dem Bergwerk pro Tag 17 Malter Steinkohle gefördert. Da die Besitzer des Bergwerks kein Salz mehr sieden ließen, wurden die Kohlen nicht mehr benötigt und die Zeche Sommerberg wurde um das Jahr 1754 stillgelegt.